# Edifici d'habitatges a la plaça Major, 5 (el Palau d'Anglesola)
L'Edifici d'habitatges a la plaça Major, 5 és una obra neoclàssica del Palau d'Anglesola (Pla d'Urgell) inclosa a l'Inventari del Patrimoni Arquitectònic de Catalunya.

## Descripció
Gran casal entre mitgeres que fins i tot arriba a la cantonada. De la seva arrel neoclàssica tot just en queda la façana, que ha estat modernament modificada en la planta baixa.
Els marcs de les balconades de pedra picada són de permanència estilística més interessant.
En la balconada del primer pis, propera a la cantonada, hi ha una inscripció en la llinda, inintel·ligible.

## Història
Els baixos tenen ús comercial i antigament hi havia hagut el BAR ESPORT.